# Côtes-du-forez
Le côtes-du-forez est un vin rouge ou rosé d'appellation d'origine contrôlée produit dans le département de la Loire, au pied des monts du Forez par dix vignerons indépendants et une cave coopérative. Cette appellation fait partie du vignoble de la vallée de la Loire (classement INAO).

## Historique
Les premières traces sérieuses de culture de la vigne dans la région délimitée par l'AOC côtes-du-forez remontent à 980. La culture de la vigne incombait alors aux ordres monastiques, notamment aux prieurés dépendant de Cluny, puis des comtes du Forez.
En 1883, le vignoble comprenait 5 043 hectares.
En 1953, le côtes-du-forez obtient l'appellation d'origine vin délimité de qualité supérieure (VDQS). Elle est classée AOC par décret du 23 février 2000.
Depuis 1963, des festivités et un corso fleuri ont lieu chaque premier weekend d'octobre à Montbrison.
Chaque année, l'association des vignerons organise un évènement de promotion du vignoble. Par exemple, en 2021, la soirée a été parrainée par le chef triplement étoilé Jacques Marcon.

## Localisation
L'aire de production de l'AOC côtes-du-forez est implantée à l'extrémité amont du vignoble du val de Loire.
Ce vignoble s'étend à l'est du Massif central, sur 116 hectares, au pied des monts du Forez, le long d'un axe nord-sud de 45 km passant par la ville de Montbrison.

### Liste des communes de l'appellation

Aire géographique du vignoble côtes-du-forez.

Dix-sept communes possèdent des terrains classés AOC :
- Arthun ;
- Boën-sur-Lignon ;
- Bussy-Albieux ;
- Champdieu ;
- Écotay-l'Olme ;
- Leigneux ;
- Lézigneux ;
- Marcilly-le-Châtel ;
- Marcoux ;
- Moingt-Montbrison ;
- Pralong ;
- Saint-Germain-Laval ;
- Saint-Georges-Haute-Ville ;
- Saint-Sixte ;
- Saint-Thomas-la-Garde ;
- Sainte-Agathe-la-Bouteresse ;
- Trelins.

## Sols
Les vignes se situent entre 400 et 600 mètres d'altitude. Les sols où elles se développent sont essentiellement sableux (de type arène) et issus de l'altération des roches granitiques et métamorphiques (schistes et gneiss) formant le socle des monts du Forez. Des veines basaltiques sont localement à l'origine de sols plus argileux.

## Cépages et types de vin

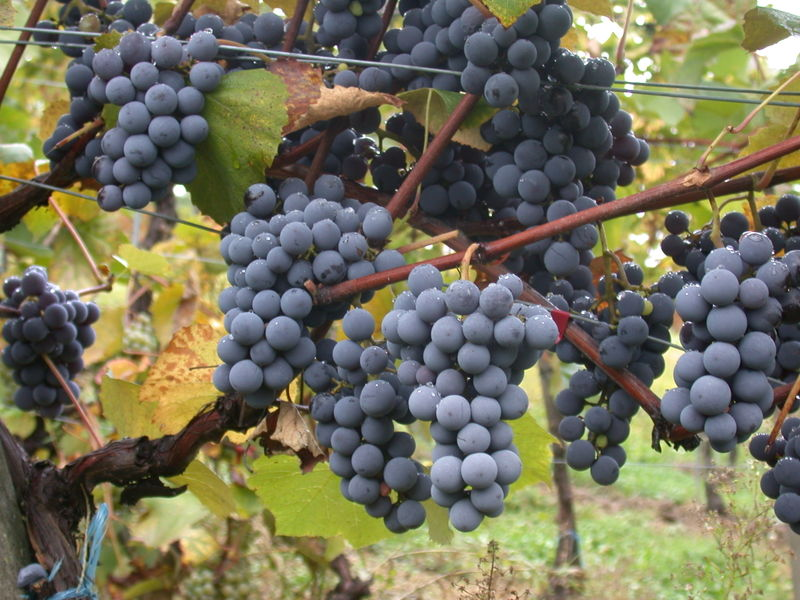
Grappes de gamay.

Le seul cépage admis dans l'appellation est le gamay. Il est vendangé à la main ou à la machine, vinifié en rosés et en rouges.
Rendement maximal : 66 hectolitres par hectare. La densité minimale de plantation est fixée par décret à 4 000 ceps à l'hectare.
Les vins rouges sont secs, typés fruits noirs, possèdent une couleur intense. Pour les vignes poussant sur sols volcaniques, les vins sont complexes et développent des notes épicées et minérales.
Les vins rosés sont, quant à eux, vifs, fruités, persistants et harmonieusement structurés.
Les viticulteurs diversifient leurs gammes avec d'autres cépages comme le pinot noir, la syrah, le gamaret, le chardonnay, le chenin ou encore le viognier. Ces vins sont alors classés en IGP urfé (indication géographique protégée) ou en vin de France.

## Liste des cuvées de la fête du Livre de Saint-Étienne
- 1986 : René Fallet
- 1987 : Robert Sabatier
- 1988 : Jacques Faizant
- 1989 : Georges Wolinski
- 1990 : Claude Michelet
- 1991 : Joseph Poli
- 1992 : Yvan Audouard
- 1993 : Erik Orsenna
- 1994 : Denis Samuel-Lajeunesse
- 1995 : Piem
- 1997 : Jean-Jacques Pauvert
- 2000 : Yann Queffélec
- 2001 : Daniel Picouly
- 2002 : Franck Pavloff
- 2004 : Jacques Plaine
- 2005 : Michel Quint
- 2006 : Bernard Pivot
- 2007 : Jean d'Ormesson
- 2008 : Anny Duperey
- 2009 : Tahar Ben Jelloun
- 2010 : Enki Bilal
- 2011 : Jean-Christophe Rufin

### Source
- Michel Mastrojanni, Les Vins de France (guide vert solar), Éditions Solar, Paris, 1992 - 1994 - 1998  (ISBN 2-263-02796-3).